# Hugo Morais
Hugo Eduardo dos Santos Morais (Bissau, 12 febbraio 1978) è un ex calciatore portoghese, centrocampista.

## Carriera

### Club
Dal 2010 milita nell'Académica.

## Palmarès
- Liga de Honra: 1

Leixoes: 2006-2007
- Coppa di Portogallo: 1

Academica: 2011-2012